# تورستن می
تورستن می (آلمانی: Torsten May؛ زادهٔ ۹ اکتبر ۱۹۶۹) بوکسور اهل آلمان بود.
از افتخارات وی میتوان به کسب مدال طلا در بازی‌های المپیک تابستانی ۱۹۹۲ اشاره کرد.